# 1734 Zhongolovich
1734 Zhongolovich eller 1928 TJ är en asteroid i huvudbältet, som upptäcktes 11 oktober 1928 av den ryske astronomen Grigorij N. Neujmin vid Simeiz-observatoriet på Krim. Den har fått sitt namn efter den ryske astronomen Ivan D. Zhongolovich.
Asteroiden har en diameter på ungefär 25 kilometer och den tillhör asteroidgruppen Dora.